# (1866) Sisyphe
(1866) Sisyphe est un astéroïde Apollon qui, avec un diamètre d'environ 10 km, est le plus grand des astéroïdes géocroiseurs de type Apollon. Il est de taille comparable à l'objet de Chicxulub dont l'impact pourrait avoir causé la dernière grande extinction, dont la disparition des dinosaures proprement dits.
Sisyphe fut découvert en 1972 par Paul Wild, et nommé d'après le Sisyphe de la mythologie grecque.